# 金原舜二
金原 舜二（きんばら しゅんじ、1894年1月1日 - 1974年3月20日）は、日本の弁護士・政治家。衆議院議員（1期）。

## 経歴
静岡県出身。1920年京都帝国大学法律科卒。裁判官となり、弁護士となる。
1946年の第22回衆議院議員総選挙で静岡県から日本自由党公認で立候補するが落選。翌1947年の第23回衆議院議員総選挙において静岡3区から立候補して落選。1949年の第24回衆議院議員総選挙では民主自由党公認で立候補して当選した。この間裁判官訴追委員会代理委員長を務めた。1952年の第25回衆議院議員総選挙では自由党公認で立候補して落選。1953年の第26回衆議院議員総選挙には立候補しなかった。1955年の第27回衆議院議員総選挙で日本民主党から立候補して落選した。
このほか、天竜運輸、東洋コンクリート各(株)取締役、東京碍子、岩渕電気工業各(株)会長を歴任した。1974年死去。